# Ecorregión de agua dulce Titicaca
La ecorregión de agua dulce Titicaca (337) es una georregión ecológica acuática continental situada en el centro-oeste de América del Sur. Se la incluye en la ecozona Neotropical. 
Su nombre refiere al lago Titicaca, el mayor y más importante de los lagos del altiplano andino.

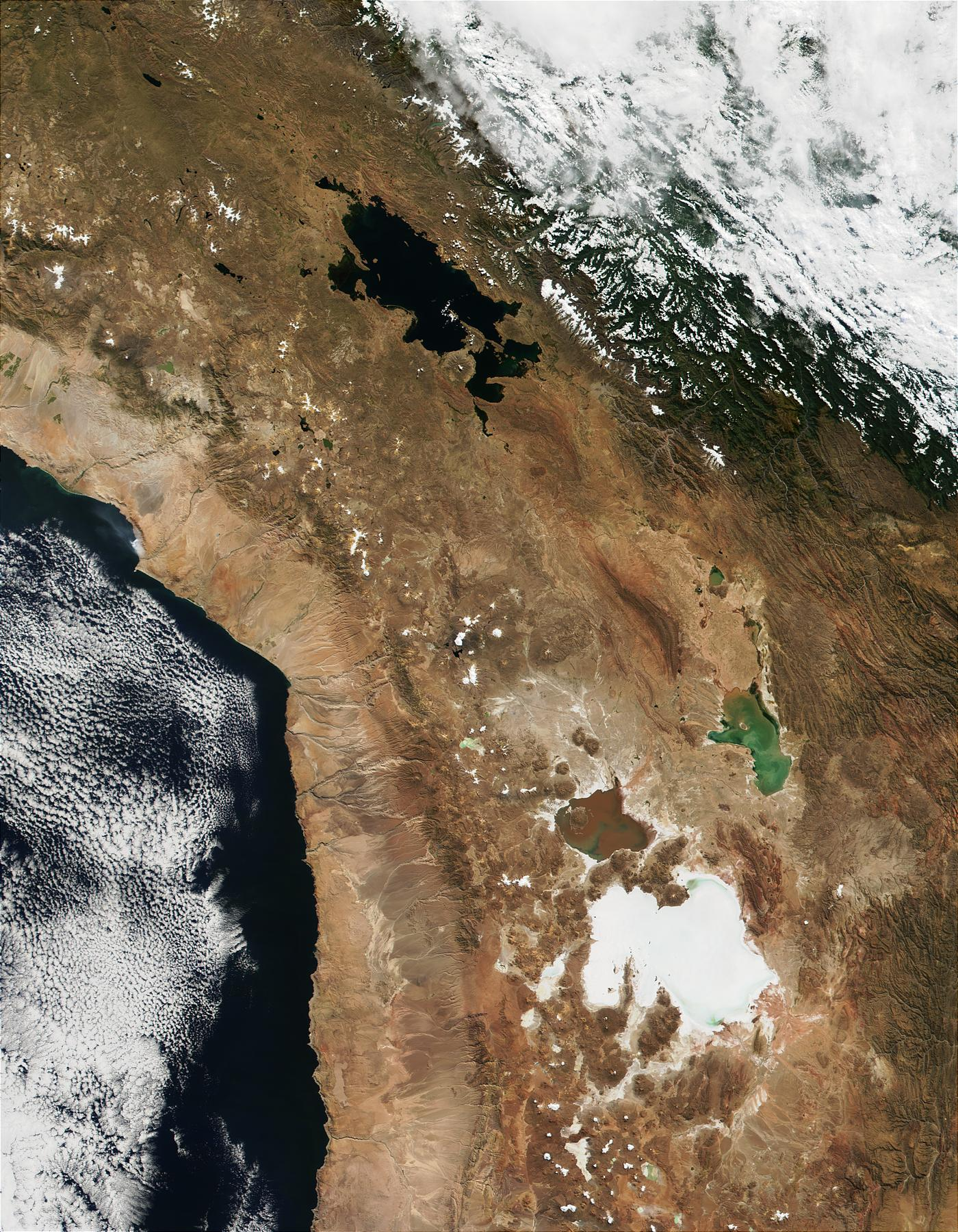
Vista satelital de esta ecorregión de agua dulce.

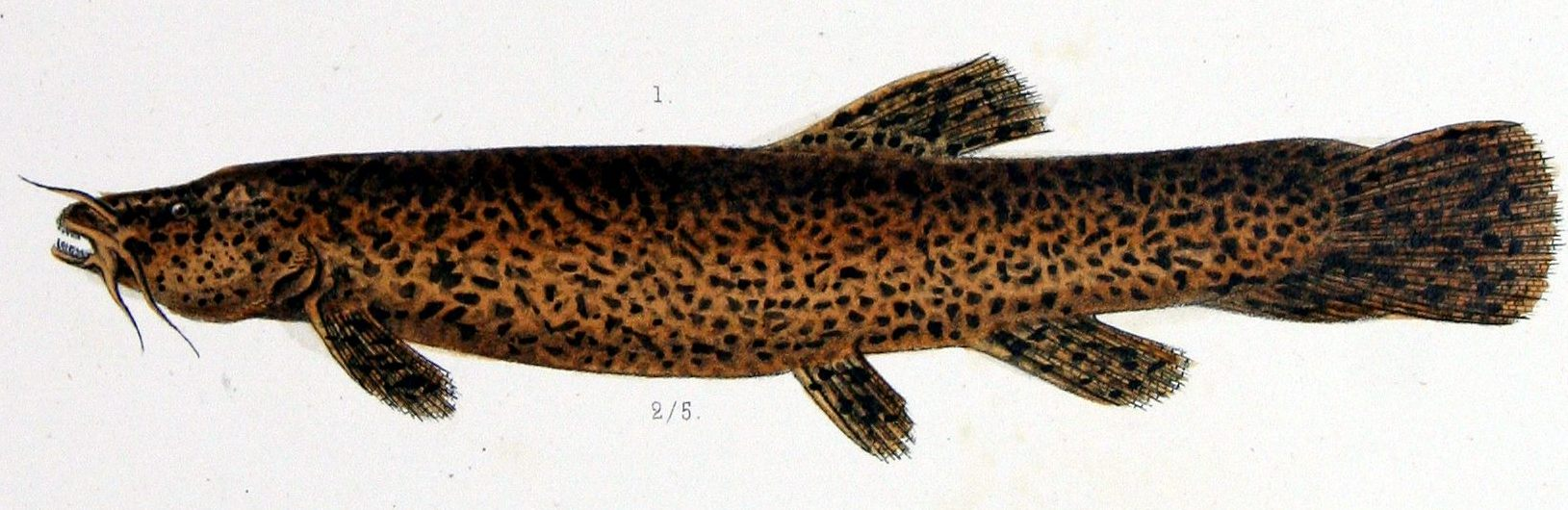
El suche (Trichomycterus rivulatus), una especie endémica de esta ecorregión de agua dulce.

## Distribución
Esta ecorregión se presenta sobre mesetas siempre situadas en altitudes por sobre los 3300 m s. n. m., en el oeste de Bolivia, el noreste de Chile, y el sudeste del Perú. Muy marginalmente, también en el extremo noroeste de la Argentina, en sectores fronterizos del noroeste de la provincia de Jujuy. Cubre las dos principales cuencas endorreicas de la meseta del Collao: el sistema; lago Titicaca - río Desaguadero - lago Poopó - salar de Coipasa; y la cuenca del salar de Uyuni.
Los lagos más grandes de la ecorregión son el Titicaca, el Poopó y Chungará. Los río más importantes son: Desaguadero, Suches, Huenche, Isluga, Lauca, Grande de Lípez, Collacahua, etc. Además, hay muchos salares rodeados de bofedales y húmedas vegas de agua dulce, los más grandes son el salar de Uyuni y el salar de Coipasa. También se encuentran lagunas, con variada graduación de halinidad, por ejemplo las lagunas de Zapaleri, Capina, Kalina, Coruto, Verde, Colorada, Blanca, etc.

## Especies endémicas y características

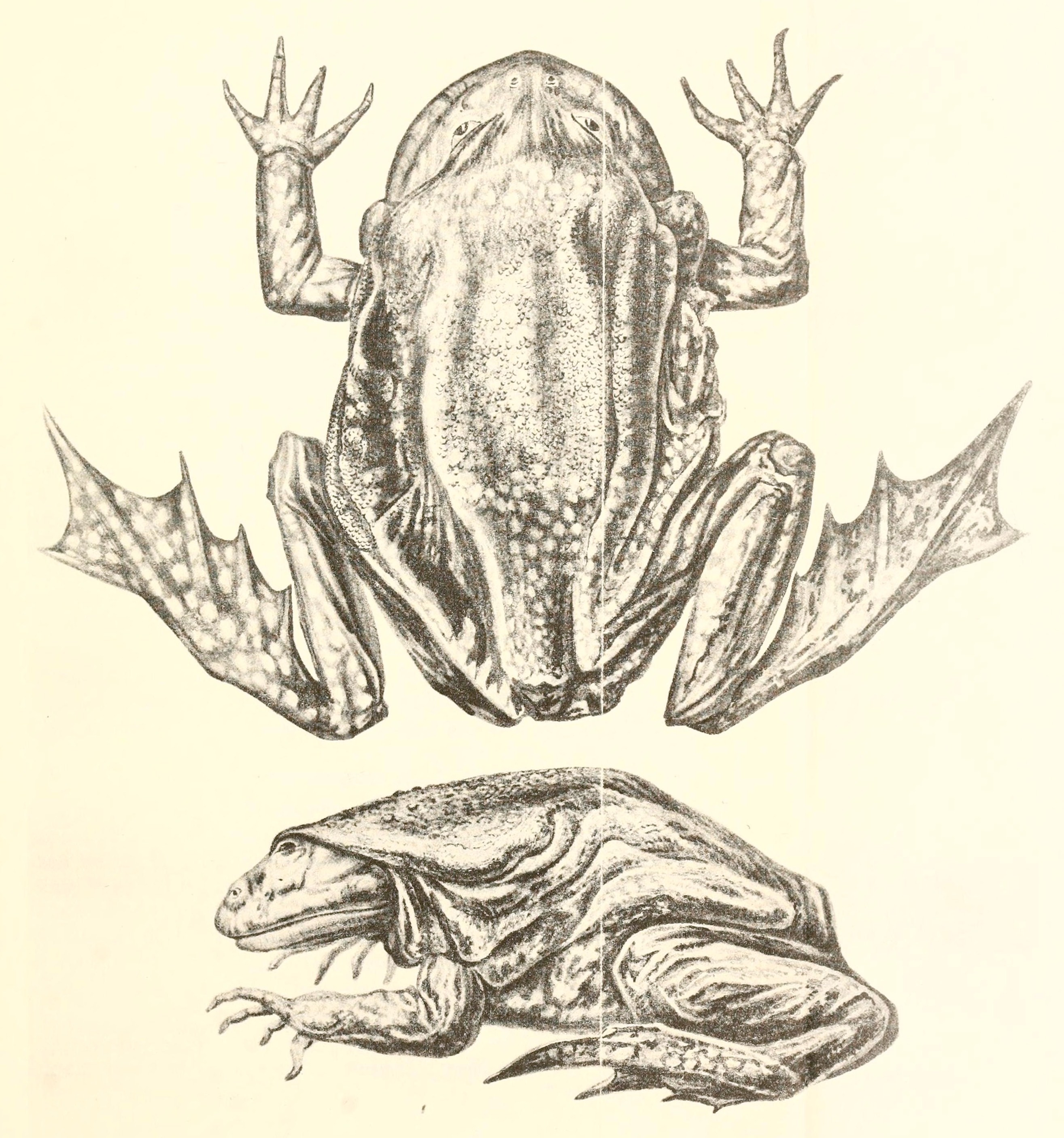
La rana gigante del lago Titicaca (Telmatobius culeus), un anfibio endémico de esta ecorregión.

Estas cuencas fluviales y lacustres de elevada altitud no son particularmente ricos en especies de peces, sin embargo, el endemismo es excepcionalmente alto, superando el 90 % del total de la ictiofauna. Entre los géneros con especies endémicas se encuentran silúridos, como Astroblepus (A. stuebeli) y Trichomycterus (T. rivulatus, T. chungaraensis y T. laucaensis), y especialmente destaca Orestias, con 34 especies. En salares del extremo sur de la ecorregión, poblaciones aisladas de dicho género parecen haber desarrollado una adaptación fisiológica que les permite tolerar la congelación durante las frías noches altiplánicas.
Algunos anfibios endémicos de esta ecorregión pertenecen al género Telmatobius, entre los que se encuentran Telmatobius gigas y la rana gigante del lago Titicaca (Telmatobius culeus); ambos se encuentran en grave peligro de extinción.
Entre las aves acuáticas endémicas se encuentra el zampullín del Titicaca (Rollandia microptera).